# 聯邦航空
聯邦航空是一間航空公司於南非艾古莱尼。提供包機服務於南非，服務商務和旅遊業。樞紐機場為弗吉尼亞機場，重點城市為開普敦國際機場、奧利弗·坦博國際機場和克魯格姆普馬蘭加國際機場。

## 歷史
航空公司前稱商務航空包機。

## 機隊
截止2007年3月，聯邦航空的机队情况如下：
- 4架塞斯納 Caravan 675
- 1架皮拉圖斯 PC-12
- 1架比奇超级空中国王B200

## 外部連結
- 官方網站 （页面存档备份，存于）